# Jorge Obispo
Jorge Obispo är en ort i Mexiko.   Den ligger i kommunen Puebla och delstaten Puebla, i den sydöstra delen av landet, 110 km öster om huvudstaden Mexico City. Jorge Obispo ligger 2 358 meter över havet och antalet invånare är 293.
Terrängen runt Jorge Obispo är platt åt sydväst, men åt nordost är den kuperad. Runt Jorge Obispo är det mycket tätbefolkat, med 2 614 invånare per kvadratkilometer. Närmaste större samhälle är Puebla de Zaragoza, 10,9 km sydväst om Jorge Obispo. Trakten runt Jorge Obispo består till största delen av jordbruksmark.